# Esquirol frare
L'esquirol frare (Sundasciurus fraterculus) és una espècie de rosegador de la família dels esciúrids. És endèmic de l'arxipèlag de Mentawai (Indonèsia). No se sap gaire cosa sobre el seu comportament. El seu hàbitat natural són els boscos perennifolis de plana. Està amenaçat per la tala il·legal d'arbres. Té una llargada corporal d'11,6-11,9 cm, sense comptar la cua, que mesura 7,5-7,8 cm.